# نادين شاهين (مصممة خطوط)
نادين شاهين هي مصممة خطوط لبنانية. تعمل كرئيس تنفيذي لشركة I love Typography Ltd وكانت تعمل سابقًا كخبيرة الخطوط العربية في شركة لاينوتايب وشركة مونوتيب إيماجن. صَمَمَت النُسخ العربية من الخطوط الشعبية، هيلفيتيكا وفروتيغر وزابفينو. يُعتبر خط «كوفية» الذي صممته أول خط يشمل أجزاء متطابقة من حروف اللغة العربية واللاتينية في تصميم واحد.
درست نادين شاهين التصميم الفني في الجامعة الأميركية ببيروت وتصميم الخطوط الطباعية في جامعة ريدنغ بالمملكة المتحدة.
في 2012 احتلت نادين المرتبة (69) من بين أكثر 100 شخصية إبداعية في تصنيف لمجلة فاست كومباني.

وقد صممت نادين شاهين «خط دبي» وذلك بالتعاون مع فريق عالمي مختص من شركة مونوتايب العالمية، وهو خط متطور يهدف إلى التشجيع على القراءة والتعبير عن الذات

خط طياعة دبي

## معرض الصور

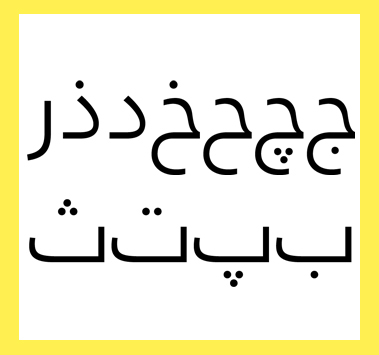

## انظر ايضاً
دبي (خط طباعة)

## وصلات خارجية
- arabictypeعلى تويتر.
- Koufiya على لاينوتايب